# Mannschaftsaufstellungen der Schacholympiade der Frauen 1988
Die Tabellen nennen die Aufstellung der Mannschaften bei der Schacholympiade der Frauen 1988 in Thessaloniki. Es beteiligten sich 56 Mannschaften, darunter eine B-Mannschaft des Gastgeberlandes. Sie absolvierten ein Turnier über 14 Runden im Schweizer System. Zu jedem Team gehörten drei Spielerinnen und maximal eine Ersatzspielerin. Für die Platzierung der Mannschaften waren die Brettpunkte vor der Buchholz-Wertung und den Mannschaftspunkten maßgeblich.

## Mannschaften

### 1. Ungarn
| Platz | Land          | G  | R | V | Brettp. | Mannschaftsp. |
| ----- | ------------- | -- | - | - | ------- | ------------- |
| 1     | Ungarn        | 13 | 0 | 1 | 33      | 26            |
| Brett | Spielerin     | G  | R | V | Punkte  | Partien       |
| 1     | Zsuzsa Polgár | 07 | 7 | 0 | 10,5    | 14            |
| 2     | Judit Polgár  | 12 | 1 | 0 | 12,5    | 13            |
| 3     | Ildikó Mádl   | 04 | 3 | 1 | 5,5     | 8             |
| R     | Zsófia Polgár | 03 | 3 | 1 | 4,5     | 7             |

### 2. Sowjetunion
| Platz | Land                 | G  | R | V | Brettp. | Mannschaftsp. |
| ----- | -------------------- | -- | - | - | ------- | ------------- |
| 2     | Sowjetunion          | 10 | 3 | 1 | 32,5    | 23            |
| Brett | Spielerin            | G  | R | V | Punkte  | Partien       |
| 1     | Maia Tschiburdanidse | 04 | 6 | 0 | 7       | 10            |
| 2     | Elena Akhmilovskaya  | 08 | 1 | 0 | 8,5     | 9             |
| 3     | Irina Levitina       | 06 | 3 | 2 | 7,5     | 11            |
| R     | Marta Litinskaja     | 09 | 1 | 2 | 9,5     | 12            |

### 3. Jugoslawien
| Platz | Land              | G | R | V | Brettp. | Mannschaftsp. |
| ----- | ----------------- | - | - | - | ------- | ------------- |
| 3     | Jugoslawien       | 9 | 3 | 2 | 28      | 21            |
| Brett | Spielerin         | G | R | V | Punkte  | Partien       |
| 1     | Alisa Marić       | 6 | 7 | 1 | 9,5     | 14            |
| 2     | Gordana Marković  | 5 | 2 | 2 | 6       | 9             |
| 3     | Suzana Maksimović | 3 | 5 | 2 | 5,5     | 10            |
| R     | Vesna Bašagić     | 5 | 4 | 0 | 7       | 9             |

### 4. China
| Platz | Land                | G  | R | V | Brettp. | Mannschaftsp. |
| ----- | ------------------- | -- | - | - | ------- | ------------- |
| 4     | Volksrepublik China | 10 | 1 | 3 | 27      | 21            |
| Brett | Spielerin           | G  | R | V | Punkte  | Partien       |
| 1     | Liu Shilan          | 03 | 4 | 6 | 5       | 13            |
| 2     | Xie Jun             | 09 | 2 | 2 | 10      | 13            |
| 3     | Peng Zhaoqin        | 10 | 1 | 3 | 10,5    | 14            |
| R     | Wang Miao           | 01 | 1 | 0 | 1,5     | 2             |

### 5. Bulgarien
| Platz | Land             | G | R | V | Brettp. | Mannschaftsp. |
| ----- | ---------------- | - | - | - | ------- | ------------- |
| 5     | Bulgarien        | 8 | 2 | 4 | 24      | 18            |
| Brett | Spielerin        | G | R | V | Punkte  | Partien       |
| 1     | Margarita Wojska | 4 | 7 | 2 | 7,5     | 13            |
| 2     | Pawlina Angelowa | 4 | 2 | 4 | 5       | 10            |
| 3     | Stefka Savova    | 5 | 2 | 2 | 6       | 9             |
| R     | Evgenia Peicheva | 4 | 3 | 3 | 5,5     | 10            |

### 6. Rumänien
| Platz | Land                     | G | R | V | Brettp. | Mannschaftsp. |
| ----- | ------------------------ | - | - | - | ------- | ------------- |
| 6     | Rumänien                 | 6 | 3 | 5 | 24      | 15            |
| Brett | Spielerin                | G | R | V | Punkte  | Partien       |
| 1     | Margareta Mureșan        | 5 | 1 | 4 | 5,5     | 10            |
| 2     | Gabriela Stanciu-Olăraşu | 5 | 2 | 5 | 6       | 12            |
| 3     | Elisabeta Polihroniade   | 5 | 1 | 3 | 5,5     | 9             |
| R     | Cristina Bădulescu       | 6 | 2 | 3 | 7       | 11            |

### 7. Griechenland
| Platz | Land               | G | R | V | Brettp. | Mannschaftsp. |
| ----- | ------------------ | - | - | - | ------- | ------------- |
| 7     | Griechenland       | 6 | 3 | 5 | 24      | 15            |
| Brett | Spielerin          | G | R | V | Punkte  | Partien       |
| 1     | Marina Makropoulou | 5 | 4 | 5 | 7       | 14            |
| 2     | Eva Kondou         | 7 | 2 | 5 | 8       | 14            |
| 3     | Aspasia Giaidzi    | 0 | 1 | 1 | 0,5     | 2             |
| R     | Anna-Maria Botsari | 7 | 3 | 2 | 8,5     | 12            |

### 8. Kuba
| Platz | Land                    | G | R | V | Brettp. | Mannschaftsp. |
| ----- | ----------------------- | - | - | - | ------- | ------------- |
| 8     | Kuba                    | 6 | 3 | 5 | 24      | 15            |
| Brett | Spielerin               | G | R | V | Punkte  | Partien       |
| 1     | Asela de Armas Pérez    | 3 | 1 | 6 | 3,5     | 10            |
| 2     | Zirka Frometa           | 7 | 2 | 4 | 8       | 13            |
| 3     | Vivian Ramón Pita       | 5 | 3 | 2 | 6,5     | 10            |
| R     | Maritza Arribas Robaina | 6 | 0 | 3 | 6       | 9             |

### 9. USA
| Platz | Land               | G | R | V | Brettp. | Mannschaftsp. |
| ----- | ------------------ | - | - | - | ------- | ------------- |
| 9     | Vereinigte Staaten | 6 | 7 | 1 | 23,5    | 19            |
| Brett | Spielerin          | G | R | V | Punkte  | Partien       |
| 1     | Anna Akhsharumova  | 6 | 5 | 2 | 8,5     | 13            |
| 2     | Diane Savereide    | 5 | 4 | 4 | 7       | 13            |
| 3     | Inna Izrailov      | 3 | 5 | 2 | 5,5     | 10            |
| R     | Dolly Teasley      | 1 | 3 | 2 | 2,5     | 6             |

### 10. Niederlande
| Platz | Land                      | G | R | V | Brettp. | Mannschaftsp. |
| ----- | ------------------------- | - | - | - | ------- | ------------- |
| 10    | Niederlande               | 7 | 3 | 4 | 23,5    | 17            |
| Brett | Spielerin                 | G | R | V | Punkte  | Partien       |
| 1     | Jessica Harmsen           | 5 | 2 | 4 | 6       | 11            |
| 2     | Alexandra van der Mije    | 3 | 7 | 1 | 6,5     | 11            |
| 3     | Heleen van Arkel-de Greef | 6 | 2 | 4 | 7       | 12            |
| R     | Mariëtte Drewes           | 3 | 2 | 3 | 4       | 8             |

### 11. Polen
| Platz | Land                     | G | R | V | Brettp. | Mannschaftsp. |
| ----- | ------------------------ | - | - | - | ------- | ------------- |
| 11    | Polen                    | 6 | 2 | 6 | 23      | 14            |
| Brett | Spielerin                | G | R | V | Punkte  | Partien       |
| 1     | Agnieszka Brustman       | 2 | 7 | 3 | 5,5     | 12            |
| 2     | Hanna Ereńska-Radzewska  | 4 | 2 | 4 | 5       | 10            |
| 3     | Małgorzata Wiese-Jóźwiak | 5 | 4 | 2 | 7       | 11            |
| R     | Grażyna Szmacińska       | 4 | 3 | 2 | 5,5     | 9             |

### 12. England
| Platz | Land           | G | R | V | Brettp. | Mannschaftsp. |
| ----- | -------------- | - | - | - | ------- | ------------- |
| 12    | England        | 7 | 1 | 6 | 23      | 15            |
| Brett | Spielerin      | G | R | V | Punkte  | Partien       |
| 1     | Susan Arkell   | 7 | 4 | 3 | 9       | 14            |
| 2     | Jana Bellin    | 2 | 3 | 4 | 3,5     | 9             |
| 3     | Sheila Jackson | 6 | 2 | 3 | 7       | 11            |
| R     | Cathy Forbes   | 2 | 3 | 3 | 3,5     | 8             |

### 13. Frankreich
| Platz | Land              | G | R | V | Brettp. | Mannschaftsp. |
| ----- | ----------------- | - | - | - | ------- | ------------- |
| 13    | Frankreich        | 6 | 3 | 5 | 23      | 15            |
| Brett | Spielerin         | G | R | V | Punkte  | Partien       |
| 1     | Christine Flear   | 3 | 4 | 4 | 5       | 11            |
| 2     | Julia Lebel-Arias | 4 | 3 | 3 | 5,5     | 10            |
| 3     | Nicole Tagnon     | 4 | 2 | 5 | 5       | 11            |
| R     | Sabine Fruteau    | 7 | 1 | 2 | 7,5     | 10            |

### 14. Indien
| Platz | Land                      | G | R | V | Brettp. | Mannschaftsp. |
| ----- | ------------------------- | - | - | - | ------- | ------------- |
| 14    | Indien                    | 8 | 2 | 3 | 23      | 18            |
| Brett | Spielerin                 | G | R | V | Punkte  | Partien       |
| 1     | Bhagyashree Sathe Thipsay | 6 | 1 | 2 | 6,5     | 9             |
| 2     | Anupama Abhyankar         | 7 | 1 | 3 | 7,5     | 11            |
| 3     | Vasanti Unni              | 4 | 5 | 3 | 6,5     | 12            |
| R     | P. Nirmala                | 2 | 1 | 4 | 2,5     | 7             |

Die Mannschaft traf verspätet ein und gab die Auftaktrunde kampflos ab. Alle Bilanzen verstehen sich aus 13 Wettkämpfen.

### 15. Deutschland
| Platz | Land             | G | R | V | Brettp. | Mannschaftsp. |
| ----- | ---------------- | - | - | - | ------- | ------------- |
| 15    | BR Deutschland   | 6 | 5 | 3 | 22,5    | 17            |
| Brett | Spielerin        | G | R | V | Punkte  | Partien       |
| 1     | Barbara Hund     | 2 | 6 | 2 | 5       | 10            |
| 2     | Gisela Fischdick | 3 | 9 | 2 | 7,5     | 14            |
| 3     | Bettina Trabert  | 3 | 2 | 2 | 4       | 7             |
| R     | Anja Dahlgrün    | 3 | 6 | 2 | 6       | 11            |

### 16. Argentinien
| Platz | Land               | G | R | V | Brettp. | Mannschaftsp. |
| ----- | ------------------ | - | - | - | ------- | ------------- |
| 16    | Argentinien        | 7 | 0 | 7 | 22,5    | 14            |
| Brett | Spielerin          | G | R | V | Punkte  | Partien       |
| 1     | Claudia Amura      | 5 | 4 | 4 | 7       | 13            |
| 2     | Liliana Burijovich | 4 | 3 | 4 | 5,5     | 11            |
| 3     | Sandra Malajovich  | 6 | 2 | 4 | 7       | 12            |
| R     | Carla Herrera      | 2 | 2 | 2 | 3       | 6             |

### 17. Spanien
| Platz | Land                         | G | R | V | Brettp. | Mannschaftsp. |
| ----- | ---------------------------- | - | - | - | ------- | ------------- |
| 17    | Spanien                      | 5 | 4 | 5 | 22,5    | 14            |
| Brett | Spielerin                    | G | R | V | Punkte  | Partien       |
| 1     | María Luisa Cuevas Rodríguez | 5 | 0 | 7 | 5       | 12            |
| 2     | Nieves García Vicente        | 5 | 6 | 2 | 8       | 13            |
| 3     | Teresa Canela Giménez        | 4 | 2 | 5 | 5       | 11            |
| R     | Lutgarda González Pérez      | 4 | 1 | 1 | 4,5     | 6             |

### 18. Israel
| Platz | Land                 | G | R | V | Brettp. | Mannschaftsp. |
| ----- | -------------------- | - | - | - | ------- | ------------- |
| 18    | Israel               | 7 | 1 | 6 | 22,5    | 15            |
| Brett | Spielerin            | G | R | V | Punkte  | Partien       |
| 1     | Luba Kristol         | 5 | 3 | 5 | 6,5     | 13            |
| 2     | Lena Glaz            | 4 | 1 | 3 | 4,5     | 8             |
| 3     | Olga Podraschanskaja | 6 | 2 | 5 | 7       | 13            |
| R     | Shlomit Vardi        | 3 | 3 | 2 | 4,5     | 8             |

### 19. Dänemark
| Platz | Land             | G | R | V | Brettp. | Mannschaftsp. |
| ----- | ---------------- | - | - | - | ------- | ------------- |
| 19    | Dänemark         | 8 | 1 | 5 | 22,5    | 17            |
| Brett | Spielerin        | G | R | V | Punkte  | Partien       |
| 1     | Nina Høiberg     | 7 | 4 | 3 | 9       | 14            |
| 2     | Tine Berg        | 3 | 2 | 4 | 4       | 9             |
| 3     | Maj Theander     | 3 | 4 | 3 | 5       | 10            |
| R     | Christine Jensen | 3 | 3 | 3 | 4,5     | 9             |

### 20. Brasilien
| Platz | Land               | G | R | V | Brettp. | Mannschaftsp. |
| ----- | ------------------ | - | - | - | ------- | ------------- |
| 20    | Brasilien          | 7 | 2 | 5 | 22,5    | 16            |
| Brett | Spielerin          | G | R | V | Punkte  | Partien       |
| 1     | Jussara Chaves     | 7 | 1 | 4 | 7,5     | 12            |
| 2     | Regina Ribeiro     | 1 | 3 | 6 | 2,5     | 10            |
| 3     | Palas Atena Veloso | 5 | 4 | 3 | 7       | 12            |
| R     | Joara Chaves       | 4 | 3 | 1 | 5,5     | 8             |

### 21. Schweiz
| Platz | Land                | G | R | V | Brettp. | Mannschaftsp. |
| ----- | ------------------- | - | - | - | ------- | ------------- |
| 21    | Schweiz             | 5 | 3 | 6 | 22      | 13            |
| Brett | Spielerin           | G | R | V | Punkte  | Partien       |
| 1     | Tatjana Lematschko  | 7 | 5 | 0 | 9,5     | 12            |
| 2     | Claude Baumann      | 4 | 3 | 5 | 5,5     | 12            |
| 3     | Christine Eigenmann | 1 | 2 | 4 | 2       | 7             |
| R     | Karin Brülhart      | 5 | 0 | 6 | 5       | 11            |

### 22. Philippinen
| Platz | Land              | G | R | V | Brettp. | Mannschaftsp. |
| ----- | ----------------- | - | - | - | ------- | ------------- |
| 22    | Philippinen       | 5 | 3 | 6 | 22      | 13            |
| Brett | Spielerin         | G | R | V | Punkte  | Partien       |
| 1     | Girmie Fontanilla | 5 | 3 | 6 | 6,5     | 14            |
| 2     | Milagros Emperado | 8 | 2 | 4 | 9       | 14            |
| 3     | Christine Santos  | 5 | 3 | 6 | 6,5     | 14            |

Die Ersatzspielerin Christine Rose Mariano wurde nicht eingesetzt.

### 23. Tschechoslowakei
| Platz | Land                 | G | R | V | Brettp. | Mannschaftsp. |
| ----- | -------------------- | - | - | - | ------- | ------------- |
| 23    | Tschechoslowakei     | 8 | 1 | 5 | 21,5    | 17            |
| Brett | Spielerin            | G | R | V | Punkte  | Partien       |
| 1     | Eliška Richtrová     | 3 | 6 | 5 | 6       | 14            |
| 2     | Jana Hájková-Mašková | 8 | 3 | 3 | 9,5     | 14            |
| 3     | Danuše Fialová       | 3 | 1 | 4 | 3,5     | 8             |
| R     | Hana Chmielová       | 1 | 3 | 2 | 2,5     | 6             |

### 24. Schweden
| Platz | Land               | G  | R | V | Brettp. | Mannschaftsp. |
| ----- | ------------------ | -- | - | - | ------- | ------------- |
| 24    | Schweden           | 06 | 2 | 6 | 21,5    | 14            |
| Brett | Spielerin          | G  | R | V | Punkte  | Partien       |
| 1     | Pia Cramling       | 11 | 3 | 0 | 12,5    | 14            |
| 2     | Borislava Borisova | 04 | 1 | 5 | 4,5     | 10            |
| 3     | Anna Bener         | 02 | 3 | 4 | 3,5     | 9             |
| R     | Susanne Berg       | 01 | 0 | 8 | 1       | 9             |

### 25. Griechenland B
| Platz | Land               | G | R | V | Brettp. | Mannschaftsp. |
| ----- | ------------------ | - | - | - | ------- | ------------- |
| 25    | Griechenland B     | 5 | 5 | 4 | 21,5    | 15            |
| Brett | Spielerin          | G | R | V | Punkte  | Partien       |
| 1     | Katerina Nika      | 7 | 4 | 2 | 9       | 13            |
| 2     | Aspasia Dimitriadi | 2 | 2 | 5 | 3       | 9             |
| 3     | Maria Petraki      | 4 | 1 | 5 | 4,5     | 10            |
| R     | E. Karayani        | 4 | 2 | 4 | 5       | 10            |

### 26. Kanada
| Platz | Land             | G | R | V | Brettp. | Mannschaftsp. |
| ----- | ---------------- | - | - | - | ------- | ------------- |
| 26    | Kanada           | 6 | 2 | 6 | 21,5    | 14            |
| Brett | Spielerin        | G | R | V | Punkte  | Partien       |
| 1     | Nava Shterenberg | 4 | 2 | 6 | 5       | 12            |
| 2     | Céline Roos      | 8 | 1 | 3 | 8,5     | 12            |
| 3     | Vesma Baltgailis | 1 | 1 | 6 | 1,5     | 8             |
| R     | Diane Mongeau    | 5 | 3 | 2 | 6,5     | 10            |

### 27. Kolumbien
| Platz | Land                  | G | R | V | Brettp. | Mannschaftsp. |
| ----- | --------------------- | - | - | - | ------- | ------------- |
| 27    | Kolumbien             | 7 | 2 | 5 | 21,5    | 16            |
| Brett | Spielerin             | G | R | V | Punkte  | Partien       |
| 1     | Adriana Salazar Varón | 5 | 4 | 5 | 7       | 14            |
| 2     | Marta Rendón          | 6 | 3 | 5 | 7,5     | 14            |
| 3     | Ilse Guggenberger     | 6 | 2 | 6 | 7       | 14            |

Die Ersatzspielerin Isolina Majul kam im Turnierverlauf nicht zum Einsatz.

### 28. Dominikanische Republik
| Platz | Land                    | G | R | V  | Brettp. | Mannschaftsp. |
| ----- | ----------------------- | - | - | -- | ------- | ------------- |
| 28    | Dominikanische Republik | 6 | 3 | 05 | 21,5    | 15            |
| Brett | Spielerin               | G | R | V  | Punkte  | Partien       |
| 1     | Eneida Pérez            | 8 | 4 | 02 | 10      | 14            |
| 2     | J. Cortorreal           | 1 | 3 | 10 | 2,5     | 14            |
| 3     | Polonia Guzmán          | 7 | 4 | 03 | 9       | 14            |

### 29. Irland
| Platz | Land               | G | R | V | Brettp. | Mannschaftsp. |
| ----- | ------------------ | - | - | - | ------- | ------------- |
| 29    | Irland             | 5 | 4 | 5 | 21,5    | 14            |
| Brett | Spielerin          | G | R | V | Punkte  | Partien       |
| 1     | Suzanne Connolly   | 4 | 4 | 4 | 6       | 12            |
| 2     | Máiréad O’Siochrú  | 7 | 3 | 1 | 8,5     | 11            |
| 3     | Ann Teresa Delaney | 4 | 3 | 5 | 5,5     | 12            |
| R     | C. Hogan           | 0 | 3 | 4 | 1,5     | 7             |

### 30. Finnland
| Platz | Land                | G | R | V | Brettp. | Mannschaftsp. |
| ----- | ------------------- | - | - | - | ------- | ------------- |
| 30    | Finnland            | 6 | 3 | 5 | 21,5    | 15            |
| Brett | Spielerin           | G | R | V | Punkte  | Partien       |
| 1     | Aulikki Ristoja     | 2 | 1 | 8 | 2,5     | 11            |
| 2     | Sirkka-Liisa Landry | 3 | 1 | 5 | 3,5     | 9             |
| 3     | Johanna Paasikangas | 8 | 2 | 3 | 9       | 13            |
| R     | Päivi Walta         | 5 | 3 | 1 | 6,5     | 9             |

### 31. Mexiko
| Platz | Land                      | G | R | V | Brettp. | Mannschaftsp. |
| ----- | ------------------------- | - | - | - | ------- | ------------- |
| 31    | Mexiko                    | 6 | 2 | 6 | 21,5    | 14            |
| Brett | Spielerin                 | G | R | V | Punkte  | Partien       |
| 1     | Yadira Hernández Guerrero | 2 | 4 | 5 | 4       | 11            |
| 2     | Virginia Martínez         | 6 | 3 | 2 | 7,5     | 11            |
| 3     | María Bedolla Luz         | 4 | 2 | 5 | 5       | 11            |
| R     | Patricia Mendoza          | 4 | 2 | 3 | 5       | 9             |

### 32. Neuseeland
| Platz | Land           | G | R | V | Brettp. | Mannschaftsp. |
| ----- | -------------- | - | - | - | ------- | ------------- |
| 32    | Neuseeland     | 8 | 0 | 6 | 21,5    | 16            |
| Brett | Spielerin      | G | R | V | Punkte  | Partien       |
| 1     | Fenella Foster | 7 | 1 | 4 | 7,5     | 12            |
| 2     | Vivian Smith   | 4 | 3 | 4 | 5,5     | 11            |
| 3     | Jackie Sievey  | 5 | 2 | 6 | 6       | 13            |
| R     | L. Jerry       | 2 | 1 | 3 | 2,5     | 6             |

### 33. Österreich
| Platz | Land          | G | R | V | Brettp. | Mannschaftsp. |
| ----- | ------------- | - | - | - | ------- | ------------- |
| 33    | Österreich    | 5 | 2 | 7 | 21      | 12            |
| Brett | Spielerin     | G | R | V | Punkte  | Partien       |
| 1     | Helene Mira   | 5 | 0 | 8 | 5       | 13            |
| 2     | Jutta Borek   | 3 | 4 | 5 | 5       | 12            |
| 3     | Maria Horvath | 7 | 4 | 1 | 9       | 12            |
| R     | Ursula Weiß   | 1 | 2 | 2 | 2       | 5             |

### 34. Australien
| Platz | Land             | G | R | V | Brettp. | Mannschaftsp. |
| ----- | ---------------- | - | - | - | ------- | ------------- |
| 34    | Australien       | 7 | 2 | 5 | 21      | 16            |
| Brett | Spielerin        | G | R | V | Punkte  | Partien       |
| 1     | Anne Slavotinek  | 5 | 5 | 4 | 7,5     | 14            |
| 2     | Carin Craig      | 6 | 1 | 4 | 6,5     | 11            |
| 3     | Catherine Rogers | 0 | 4 | 4 | 2       | 8             |
| R     | Blanche Wilkie   | 5 | 0 | 4 | 5       | 9             |

### 35. Belgien
| Platz | Land                   | G | R | V | Brettp. | Mannschaftsp. |
| ----- | ---------------------- | - | - | - | ------- | ------------- |
| 35    | Belgien                | 3 | 6 | 5 | 21      | 12            |
| Brett | Spielerin              | G | R | V | Punkte  | Partien       |
| 1     | Greta Foulon           | 3 | 3 | 5 | 4,5     | 11            |
| 2     | Viviane Caels          | 3 | 6 | 3 | 6       | 12            |
| 3     | Chantal Vandevoort     | 3 | 5 | 2 | 5,5     | 10            |
| R     | Annemarie Maeckelbergh | 4 | 2 | 3 | 5       | 9             |

### 36. Indonesien
| Platz | Land                    | G | R | V | Brettp. | Mannschaftsp. |
| ----- | ----------------------- | - | - | - | ------- | ------------- |
| 36    | Indonesien              | 6 | 2 | 6 | 21      | 14            |
| Brett | Spielerin               | G | R | V | Punkte  | Partien       |
| 1     | Lindri Juni Wijayanti   | 3 | 2 | 5 | 4       | 10            |
| 2     | Upi Darmayana Tamin     | 7 | 4 | 2 | 9       | 13            |
| 3     | Betty Makalew           | 2 | 1 | 5 | 2,5     | 8             |
| R     | Lisa Karlina Lumongdong | 4 | 3 | 4 | 5,5     | 11            |

### 37. Italien
| Platz | Land             | G | R | V | Brettp. | Mannschaftsp. |
| ----- | ---------------- | - | - | - | ------- | ------------- |
| 37    | Italien          | 5 | 2 | 7 | 21      | 12            |
| Brett | Spielerin        | G | R | V | Punkte  | Partien       |
| 1     | Rita Gramignani  | 5 | 3 | 2 | 6,5     | 10            |
| 2     | Rosaria Iacono   | 0 | 3 | 6 | 1,5     | 9             |
| 3     | Adamantia Paizis | 5 | 7 | 1 | 8,5     | 13            |
| R     | Paola Chiapponi  | 3 | 3 | 4 | 4,5     | 10            |

### 38. Uruguay
| Platz | Land                  | G | R | V | Brettp. | Mannschaftsp. |
| ----- | --------------------- | - | - | - | ------- | ------------- |
| 38    | Uruguay               | 5 | 2 | 7 | 21      | 12            |
| Brett | Spielerin             | G | R | V | Punkte  | Partien       |
| 1     | Isabel de los Santos  | 7 | 2 | 4 | 8       | 13            |
| 2     | Nancy Birriel         | 6 | 0 | 7 | 6       | 13            |
| 3     | Isabel Vera           | 7 | 0 | 6 | 7       | 13            |
| R     | Nilda Villar de Armas | 0 | 0 | 3 | 0       | 3             |

### 39. Venezuela
| Platz | Land                    | G | R | V | Brettp. | Mannschaftsp. |
| ----- | ----------------------- | - | - | - | ------- | ------------- |
| 39    | Venezuela               | 4 | 4 | 6 | 20,5    | 12            |
| Brett | Spielerin               | G | R | V | Punkte  | Partien       |
| 1     | Amelia Hernández        | 4 | 2 | 7 | 5       | 13            |
| 2     | Edelmira Carcía la Rosa | 6 | 3 | 4 | 7,5     | 13            |
| 3     | Luisana Mujica          | 4 | 2 | 2 | 5       | 8             |
| R     | Sheila Ortega           | 3 | 0 | 5 | 3       | 8             |

Die Mannschaft gewann in der ersten Runde kampflos gegen Indien. Das Ergebnis ist in der Gesamtbilanz und den Einzelbilanzen außer bei Mujica berücksichtigt.

### 40. Norwegen
| Platz | Land           | G | R | V | Brettp. | Mannschaftsp. |
| ----- | -------------- | - | - | - | ------- | ------------- |
| 40    | Norwegen       | 5 | 3 | 6 | 20,5    | 13            |
| Brett | Spielerin      | G | R | V | Punkte  | Partien       |
| 1     | Ingrid Dahl    | 6 | 5 | 2 | 8,5     | 13            |
| 2     | Marianne Hagen | 2 | 2 | 7 | 3       | 11            |
| 3     | Anne de Linde  | 4 | 2 | 4 | 5       | 10            |
| R     | Sylvia Johnsen | 3 | 2 | 3 | 4       | 8             |

### 41. Wales
| Platz | Land           | G | R | V | Brettp. | Mannschaftsp. |
| ----- | -------------- | - | - | - | ------- | ------------- |
| 41    | Wales          | 5 | 2 | 7 | 20,5    | 12            |
| Brett | Spielerin      | G | R | V | Punkte  | Partien       |
| 1     | Jane Garwell   | 6 | 3 | 2 | 7,5     | 11            |
| 2     | Deborah Cooper | 5 | 0 | 7 | 5       | 12            |
| 3     | Lynda Powell   | 4 | 3 | 4 | 5,5     | 11            |
| R     | Diane Adams    | 1 | 3 | 4 | 2,5     | 8             |

### 42. Bangladesch
| Platz | Land                  | G | R | V | Brettp. | Mannschaftsp. |
| ----- | --------------------- | - | - | - | ------- | ------------- |
| 42    | Bangladesch           | 6 | 1 | 7 | 20,5    | 13            |
| Brett | Spielerin             | G | R | V | Punkte  | Partien       |
| 1     | J. Haque              | 2 | 2 | 8 | 3       | 12            |
| 2     | Seyda Shabana Parveen | 4 | 4 | 3 | 6       | 11            |
| 3     | Masuda Begum          | 4 | 2 | 5 | 5       | 11            |
| R     | Yesmin Begum          | 5 | 3 | 0 | 6,5     | 8             |

### 43. Portugal
| Platz | Land               | G | R | V | Brettp. | Mannschaftsp. |
| ----- | ------------------ | - | - | - | ------- | ------------- |
| 43    | Portugal           | 5 | 4 | 5 | 20      | 14            |
| Brett | Spielerin          | G | R | V | Punkte  | Partien       |
| 1     | Aida Ferreira      | 3 | 3 | 6 | 4,5     | 12            |
| 2     | Luz Vilas Boas     | 5 | 3 | 4 | 6,5     | 12            |
| 3     | Maria do Céu Silva | 6 | 1 | 5 | 6,5     | 12            |
| R     | Paula Leira        | 2 | 1 | 3 | 2,5     | 6             |

### 44. Türkei
| Platz | Land            | G | R | V | Brettp. | Mannschaftsp. |
| ----- | --------------- | - | - | - | ------- | ------------- |
| 44    | Türkei          | 5 | 1 | 8 | 20      | 11            |
| Brett | Spielerin       | G | R | V | Punkte  | Partien       |
| 1     | Nilüfer İpek    | 6 | 2 | 5 | 7       | 13            |
| 2     | Gülsevil Yılmaz | 4 | 3 | 6 | 5,5     | 13            |
| 3     | A. Karel        | 3 | 0 | 5 | 3       | 8             |
| R     | F. Uysal        | 4 | 1 | 3 | 4,5     | 8             |

### 45. Schottland
| Platz | Land            | G | R | V | Brettp. | Mannschaftsp. |
| ----- | --------------- | - | - | - | ------- | ------------- |
| 45    | Schottland      | 5 | 4 | 5 | 19,5    | 14            |
| Brett | Spielerin       | G | R | V | Punkte  | Partien       |
| 1     | Alison Coull    | 2 | 3 | 7 | 3,5     | 12            |
| 2     | Helen Milligan  | 6 | 2 | 3 | 7       | 11            |
| 3     | Alison McLure   | 4 | 4 | 3 | 6       | 11            |
| R     | Lynne Morrisson | 2 | 2 | 4 | 3       | 8             |

### 46. Malaysia
| Platz | Land                  | G | R | V | Brettp. | Mannschaftsp. |
| ----- | --------------------- | - | - | - | ------- | ------------- |
| 46    | Malaysia              | 6 | 1 | 7 | 19      | 13            |
| Brett | Spielerin             | G | R | V | Punkte  | Partien       |
| 1     | Seto Wai Ling         | 5 | 2 | 5 | 6       | 12            |
| 2     | Ong Hwa Liu           | 3 | 1 | 8 | 3,5     | 12            |
| 3     | Geraldine Putra-Johns | 7 | 2 | 4 | 8       | 13            |
| R     | A. Aris               | 1 | 1 | 3 | 1,5     | 5             |

### 47. Jamaika
| Platz | Land              | G | R | V | Brettp. | Mannschaftsp. |
| ----- | ----------------- | - | - | - | ------- | ------------- |
| 47    | Jamaika           | 6 | 0 | 8 | 19      | 12            |
| Brett | Spielerin         | G | R | V | Punkte  | Partien       |
| 1     | M. Powell         | 4 | 3 | 4 | 5,5     | 11            |
| 2     | F. O’Connor       | 1 | 3 | 6 | 2,5     | 10            |
| 3     | Christine Bennett | 5 | 0 | 5 | 5       | 10            |
| R     | Hope Anderson     | 3 | 6 | 2 | 6       | 11            |

### 48. Puerto Rico
| Platz | Land                     | G | R | V | Brettp. | Mannschaftsp. |
| ----- | ------------------------ | - | - | - | ------- | ------------- |
| 48    | Puerto Rico              | 4 | 3 | 7 | 19      | 11            |
| Brett | Spielerin                | G | R | V | Punkte  | Partien       |
| 1     | Rosa Maria Santa Torres  | 3 | 4 | 6 | 5       | 13            |
| 2     | Dalines Borges Contreras | 6 | 3 | 4 | 7,5     | 13            |
| 3     | H. Figueroa              | 5 | 1 | 4 | 5,5     | 10            |
| R     | Yadilis Olmeda Rodríguez | 1 | 0 | 5 | 1       | 6             |

### 49. Nigeria
| Platz | Land           | G | R | V  | Brettp. | Mannschaftsp. |
| ----- | -------------- | - | - | -- | ------- | ------------- |
| 49    | Nigeria        | 5 | 0 | 09 | 17      | 10            |
| Brett | Spielerin      | G | R | V  | Punkte  | Partien       |
| 1     | Tolani Owosina | 1 | 1 | 12 | 1,5     | 14            |
| 2     | D. Atukpokoh   | 6 | 0 | 08 | 6       | 14            |
| 3     | Ime Etokowo    | 9 | 1 | 03 | 9,5     | 13            |
| R     | N. Chinakwe    | 0 | 0 | 01 | 0       | 1             |

### 50. Libanon
| Platz | Land                       | G | R | V | Brettp. | Mannschaftsp. |
| ----- | -------------------------- | - | - | - | ------- | ------------- |
| 50    | Libanon                    | 5 | 0 | 9 | 17      | 10            |
| Brett | Spielerin                  | G | R | V | Punkte  | Partien       |
| 1     | Danielle Bedrosian Ghattas | 5 | 5 | 3 | 7,5     | 13            |
| 2     | C. Rizkallah               | 2 | 1 | 7 | 2,5     | 10            |
| 3     | M. Emad                    | 2 | 1 | 7 | 2,5     | 10            |
| R     | J. Moukhbatt               | 2 | 5 | 2 | 4,5     | 9             |

### 51. Barbados
| Platz | Land               | G | R | V | Brettp. | Mannschaftsp. |
| ----- | ------------------ | - | - | - | ------- | ------------- |
| 51    | Barbados           | 5 | 1 | 8 | 16,5    | 11            |
| Brett | Spielerin          | G | R | V | Punkte  | Partien       |
| 1     | Alin Ciprian Tudor | 4 | 4 | 6 | 6       | 14            |
| 2     | Margaret Prince    | 4 | 3 | 7 | 5,5     | 14            |
| 3     | J. Harewood        | 4 | 2 | 8 | 5       | 14            |

### 52. Simbabwe
| Platz | Land             | G | R | V | Brettp. | Mannschaftsp. |
| ----- | ---------------- | - | - | - | ------- | ------------- |
| 52    | Simbabwe         | 6 | 0 | 8 | 14,5    | 12            |
| Brett | Spielerin        | G | R | V | Punkte  | Partien       |
| 1     | Prshilla Narsing | 1 | 2 | 9 | 2       | 12            |
| 2     | Nancy Biti       | 5 | 1 | 6 | 5,5     | 12            |
| 3     | Gaye Guzha       | 4 | 0 | 7 | 4       | 11            |
| R     | Asha Nicholas    | 2 | 2 | 3 | 3       | 7             |

### 53. Niederländische Antillen
| Platz | Land                     | G | R | V | Brettp. | Mannschaftsp. |
| ----- | ------------------------ | - | - | - | ------- | ------------- |
| 53    | Niederländische Antillen | 4 | 2 | 8 | 14      | 10            |
| Brett | Spielerin                | G | R | V | Punkte  | Partien       |
| 1     | L. Garmers               | 3 | 4 | 7 | 5       | 14            |
| 2     | Sonali Cardose           | 5 | 1 | 8 | 5,5     | 14            |
| 3     | Angelique Craane         | 2 | 3 | 9 | 3,5     | 14            |

### 54. Malta
| Platz | Land              | G | R | V  | Brettp. | Mannschaftsp. |
| ----- | ----------------- | - | - | -- | ------- | ------------- |
| 54    | Malta             | 2 | 1 | 11 | 12,5    | 5             |
| Brett | Spielerin         | G | R | V  | Punkte  | Partien       |
| 1     | Marilyn Sciortino | 3 | 5 | 05 | 5,5     | 13            |
| 2     | Muriel Causon     | 3 | 1 | 06 | 3,5     | 10            |
| 3     | Valerie Grima     | 0 | 1 | 08 | 0,5     | 9             |
| R     | Liliana Muscat    | 1 | 4 | 05 | 3       | 10            |

### 55. Seychellen
| Platz | Land                | G | R | V  | Brettp. | Mannschaftsp. |
| ----- | ------------------- | - | - | -- | ------- | ------------- |
| 55    | Seychellen          | 1 | 0 | 13 | 8       | 2             |
| Brett | Spielerin           | G | R | V  | Punkte  | Partien       |
| 1     | Paule Domingue      | 2 | 3 | 08 | 3,5     | 13            |
| 2     | Rita Azemia         | 0 | 1 | 06 | 0,5     | 7             |
| 3     | G. Joubert          | 2 | 0 | 09 | 2       | 11            |
| R     | Bernadette Contoret | 1 | 2 | 08 | 2       | 11            |

### 56. Amerikanische Jungferninseln
| Platz | Land                         | G | R | V  | Brettp. | Mannschaftsp. |
| ----- | ---------------------------- | - | - | -- | ------- | ------------- |
| 56    | Amerikanische Jungferninseln | 0 | 0 | 14 | 2,5     | 0             |
| Brett | Spielerin                    | G | R | V  | Punkte  | Partien       |
| 1     | Francis Hasson               | 1 | 3 | 10 | 2,5     | 14            |
| 2     | C. Currier                   | 0 | 0 | 14 | 0       | 14            |

Die Mannschaft bestand nur aus zwei Spielerinnen. Brett 3 wurde jeweils kampflos abgegeben, wobei in den ersten 13 Runden Gail Widmer und in der Schlussrunde die an der Ersatzposition aufgestellte J. Warwick namentlich genannt wurden.